# مالویل (فیلم)
مالویل (انگلیسی: Malevil) یک فیلم فرانسوی پسا آخرالزمانی، محصول ۱۹۸۱ به کارگردانی کریستین دو شالونگ است. این فیلم برگرفته از رمان علمی تخیلی قلعه مالویل است که در سال ۱۹۷۲ توسط روبر مرل نوشته شده‌است